# 光崎瑠衣
光崎(こうさき 2月12日 - )は、日本のイラストレーター。男性。血液型O型。旧名は平岩洋司。
かつてはアイディアファクトリーに所属していたが、現在はフリー。

## 主な作品

### キャラクターデザイン
- ジェネレーションオブカオスシリーズ（1 - 5、キャラクターデザイン）
- ブレイズ・ユニオン（イベントイラスト、パッケージイラスト、店舗オリジナル特典用イラストも担当）
- ミストオブカオス

### イラスト
- グランカードの召喚士（イメージイラスト、カードイラスト）
- 地を駆ける虹 （小説作品、著:七位連一 / MF文庫Jより全3巻）
- 火の国、風の国物語（小説作品、著:師走トオル / 富士見ファンタジア文庫より13巻）
- 僕は友達が少ない（第5話劇中ゲームイラストデザイン）